# Гарбас, Ишай
Ишай Гарбас (нем. Yishay Garbasz; род. в 1970 году; Израиль) — фотограф, работающая в области перформанса и инсталляции. Ее основной областью интересов является травма и наследование посттравматической памяти. Она также работает над вопросами идентичности и видимости транс-женщин.
Она изучала фотографию у Стивена Шора в Бард-колледже с 2000 по 2004 год.
Она получила стипендию имени Томаса Д. Уотсона в 2005 году и была признана кинематографисткой года в Берлине в 2010 году.
Она живет в Берлине с 2005 года, какое-то время жила в Тайване, Таиланде, Японии, Корее, Израиле, Америке и Англии.
Несмотря на то, что в 2014 году она перенесла отравление эпоксидной смолой, из-за чего у нее развилась профессиональная астма и хронические проблемы с легкими, она также является первой в Германии транссексуальной женщиной триатлеткой.

## Известные работы

### 2004-2009
В проекте «По следам моей матери» художница исследует унаследованные ею травматические воспоминания о пережитом во время Холокоста ее матерью. В рамках проекта художница посетила все места, где жизнь ее матери коснулась этого периода. Проект состоял из выставки (Tokyo Wonder Site, 2009, Wako Works of Art, 2009, и Busan Biennale 2010) и книги. В 2009 году эта книга была номинирована на премию в сфере фотокниг в Германии. По состоянию на июнь 2017 года проект никогда не показывался в Германии.

### 2008-2010
В своем проекте «Становление» с помощью создания зоотропа человеческого масштабного, Гарбас исследует свое собственное тело и изменения в нем за год до и через год после операции по коррекции пола, которую она прошла. Этот проект также вышел в виде кинеографа, опубликованном в 2010 году издательством Марка Бэтти. Проект был включен в биеннале Пусана 2010 года.

### 2010
В фильме «Съешь меня, Дэмьен» Гарбас смотрит и высмеивает хищные практики как в мире искусства, так и в мире торговли. В этой работе художница помещает свои яички, удаленные во время операции по коррекции пола, в аквариум с формальдегидом, напоминающим акулу Дэмьена Херста. Фильм показали на кинофестивале Seven at Miami Art Fair. Гарбас заявила, что она всегда планировала использовать свои гениталии каким-либо образом, и что эта конкретная идея победила благодаря своему названию.

### 2011
В проекте «Числа» Гарбас наносит себе номер, такой же как и у её матери в Освенциме, в том же месте и того же размера. Она сфотографировала свою руку и себя через месяц, когда плоть почти заживает. Это социальный проект, направленный на то, чтобы связать число после смерти ее матери с повседневной жизнью, чтобы создать связь с прошлым и не потерять то, что формировалось в жизни ее матери.

### 2014
«Ритуал и реальность» исследует травму от ядерной катастрофы на Фукусиме. Цветные фотографии и видео (каждая продолжительностью от 9 до 12 минут) сопровождается аудиогидом, в котором рассказывается о трехнедельном путешествии Гарбас  через зону отчуждения Фукусимы в 2013 году, а также о более общих последствиях ядерной катастрофы.

### 2015
Разорванные связи: «Делай то, что я говорю, или они убьют тебя» - это исследование того, как заборы и физические преграды, создают страх, который позволяет правительствам манипулировать своим народом. Эта работа была выставлена в галерее Рональда Фельдмана в Нью-Йорке в 2015 году. Она сосредоточен вокруг ее путешествий в Корею, Белфаст и на Западный берег, где близость противоборствующих группировок разделена только такими барьерами. Для выставки она использовала комбинацию фотографий, видео и скульптуры. В одном из интервью Гарбас говорит, что заборы - это «иное», и что «чем меньше у тебя контактов, тем легче сделать другого монстром», возвращаясь к своей личной борьбе как транс-женщины.